# Nankais
Nankais ist eine Parroquia rural („ländliches Kirchspiel“) im Kanton Nangaritza der ecuadorianischen Provinz Zamora Chinchipe. Verwaltungssitz ist Tsarunts. Die Parroquia wurde am 4. Mai 2018 aus dem östlichen Teil der Parroquia Guayzimi sowie dem äußersten Nordosten der Parroquia Zurmi gebildet. Der Name "Nankais" bezieht sich auf eine Gruppe der Shuar, die in dem Gebiet lebt. Die Parroquia Nankais hat eine Fläche von 77 km². Auf dem Gebiet lebten im Jahr 2012 775 Menschen.

## Lage
Die Parroquia Nankais liegt in der Cordillera del Cóndor im Südosten von Ecuador an der peruanischen Grenze. Der Hauptort Tsarunts (oder Santa Elena) liegt auf einer Höhe von 870 m, knapp 6 km südöstlich des Kantonshauptortes Guayzimi am rechten Flussufer des nach Norden strömenden Río Nangaritza. Die Parroquia wird im Westen von dem nach Norden fließenden Río Nangaritza begrenzt, im Norden von dessen rechten Nebenfluss Río Conguime. Das Areal misst etwa 10 km in Ost-West-Richtung sowie etwa 7 km in Nord-Süd-Richtung.
Die Parroquia Nankais grenzt im Norden an die Parroquia Nuevo Quito (Kanton Paquisha), im Osten an Peru, im Süden und im Südwesten an die Parroquia Zurmi sowie im Nordwesten an die Parroquia Guayzimi.

## Orte und Siedlungen
In der Parroquia gibt es folgende Barrios: Tsarunts (Santa Elena), Pachkius, Wankuis, San Manuel, Naichap, Los Achos, Warints (Los Diamantes) und San Andrés. Weitere Siedlungen sind Kayamás, Yamaram Tsawant (Nuevo Amanecer) und Los Hachos.